# Schwarzer Baumwaran
Der Schwarze Baumwaran (Varanus beccarii) ist ein auf den Aru-Inseln endemisches Schuppenkriechtier (Squamata) aus der Gattung der Warane (Varanus). Varanus beccarii gehört der Untergattung Euprepiosaurus an, wo er Mitglied der V. prasinus-Gruppe ist. Die Erstbeschreibung dieser Waranart erfolgte 1874 durch den italienischen Herpetologen Giacomo Doria. Das Artepitheton ehrt den italienischen Entdecker dieser Waranart Odoardo Beccari (1843–1920).

## Aussehen und Maße
Die ausgewachsenen Exemplare des Schwarzen Baumwarans können eine Gesamtlänge von 95 cm erreichen. Die Länge des im Querschnitt runden Schwanzes ist alleine etwa 1,7–2,3 mal so groß wie die Kopf-Rumpf-Länge. Dieser lange muskulöse Schwanz hat sich während der Evolution zu einer Art Greiforgan (fünfter Arm) entwickelt. Die Färbung des ganzen Körpers ist schwarz und ohne jegliches Anzeichen einer Musterung. Bei einigen Exemplaren variiert die Färbung unter den Achseln und an der Hüfte leicht ins Graue. Die großen Kopfschuppen sind vieleckig und glatt. Im Gegensatz zu den Kopfschuppen sind die Schuppen des Nackens und des Bauches leicht gekielt. Das Nasenloch befindet sich mittig zwischen Schnauzenspitze und Auge. Um die Körpermitte sind 81 bis 86 Schuppenreihen angeordnet. Der Unterschied zwischen Männchen und Weibchen ist schwer zu erkennen. Ein paar äußere Unterschiede existieren jedoch, wie beispielsweise der Kopf. Die ausgewachsenen Männchen haben meistens, im Verhältnis zu den Weibchen, einen größeren Kopf. Die Tiere kann man am besten ab der Geschlechtsreife unterscheiden, da bei den Männchen unterhalb der Basis des Schwanzes zwei kleine Beulen wachsen, ihre hervorstehenden Hoden.

## Verbreitung
Der Schwarze Baumwaran ist auf den Aru-Inseln endemisch. Diese Inselgruppe, liegt mitten in der Arafurasee, etwa 150 km südlich von Neuguinea. Dort bewohnt die Art die Hauptinsel Tanahbesar und die umliegenden Inseln Wammer, Kobroor und Trangan.

## Lebensweise
Der Schwarze Baumwaran ist eine der wenigen Waranarten, die ihr Leben ausschließlich in Bäumen verbringen. An ihrem zum Greiforgan umfunktionierten Schwanz kann man besonders gut erkennen, dass es sich bei V. beccarii um einen Baumbewohner handelt. Durch diese Spezialisierung können sich die Tiere schneller und besser durch die Äste der Baumkronen bewegen. Sie leben in den tropischen Regenwäldern und in den Mangrovenwäldern an den Küsten der Inseln. Sie fressen hauptsächlich jede Art von Insekten, die sie erbeuten können, wobei sie bevorzugt auf Laubheuschrecken Jagd machen. Ein großer Teil der Nahrung derjenigen Tiere, die in den Mangrovenbäumen leben, besteht aus Krabben. Beschrieben wurde auch schon, dass Varanus beccarii bei seinen Streifzügen durch die Baumwipfel Jungvögel aus ihren Nestern holt und sie verspeist. Die Männchen veranstalten manchmal Revierkämpfe und ein damit verbundenes Kräftemessen, um den Weibchen zu imponieren oder auch nur ihr Revier zu verteidigen. Ihre einzigen natürlichen Feinde sind große Schlangen, die aber nur selten Jagd auf den Schwarzen Baumwaran machen. Heutzutage wird immer wieder von Fällen berichtet, wo die vom Menschen eingeführten Füchse die Jungtiere von Varanus beccarii töten. Die Warane haben gegen den Fuchs keinen Verteidigungs-Instinkt entwickelt. Deshalb wissen sie nicht, wie sie sich bei einem Aufeinandertreffen wehren können. Auf Grund ihres schmackhaften Fleisches werden sie von den einheimischen Menschen bejagt.

## Systematik
Mertens stufte den Schwarzen Baumwaran 1941 als Unterart von V. prasinus ein. Nach der Überarbeitung des V. prasinus-Komplexes von Sprackland (1991b) wurde der Schwarze Baumwaran in den Artstatus erhoben. Sprackland fasste dabei die beiden Unterarten V. p. prasinus und V. p. kordensis zur Art Smaragdwaran (Varanus prasinus) zusammen. Die Unterschiede der Beschuppungsmerkmale waren ihm nicht signifikant erschienen. Ziegler und Böhme (1997b) stellten fest, dass die Unterschiede zwischen V. p. prasinus und V. p. kordensis ziemlich ausgeprägt sind. Deshalb griffen sie die alten Taxa wieder auf und erhoben beide Arten in den Artstatus. Daraufhin stuften sie aber den Schwarzen Baumwaran wieder als Unterart von V. prasinus ein.
In einer 2007 von Ziegler geleiteten Studie zur Klärung der Verwandtschaftsverhältnisse innerhalb der V. prasinus-Gruppe ergab sich aus DNA-Untersuchungen, dass es sich beim Schwarzen Baumwaran um eine eigenständige Art handelt.